# 볼트론

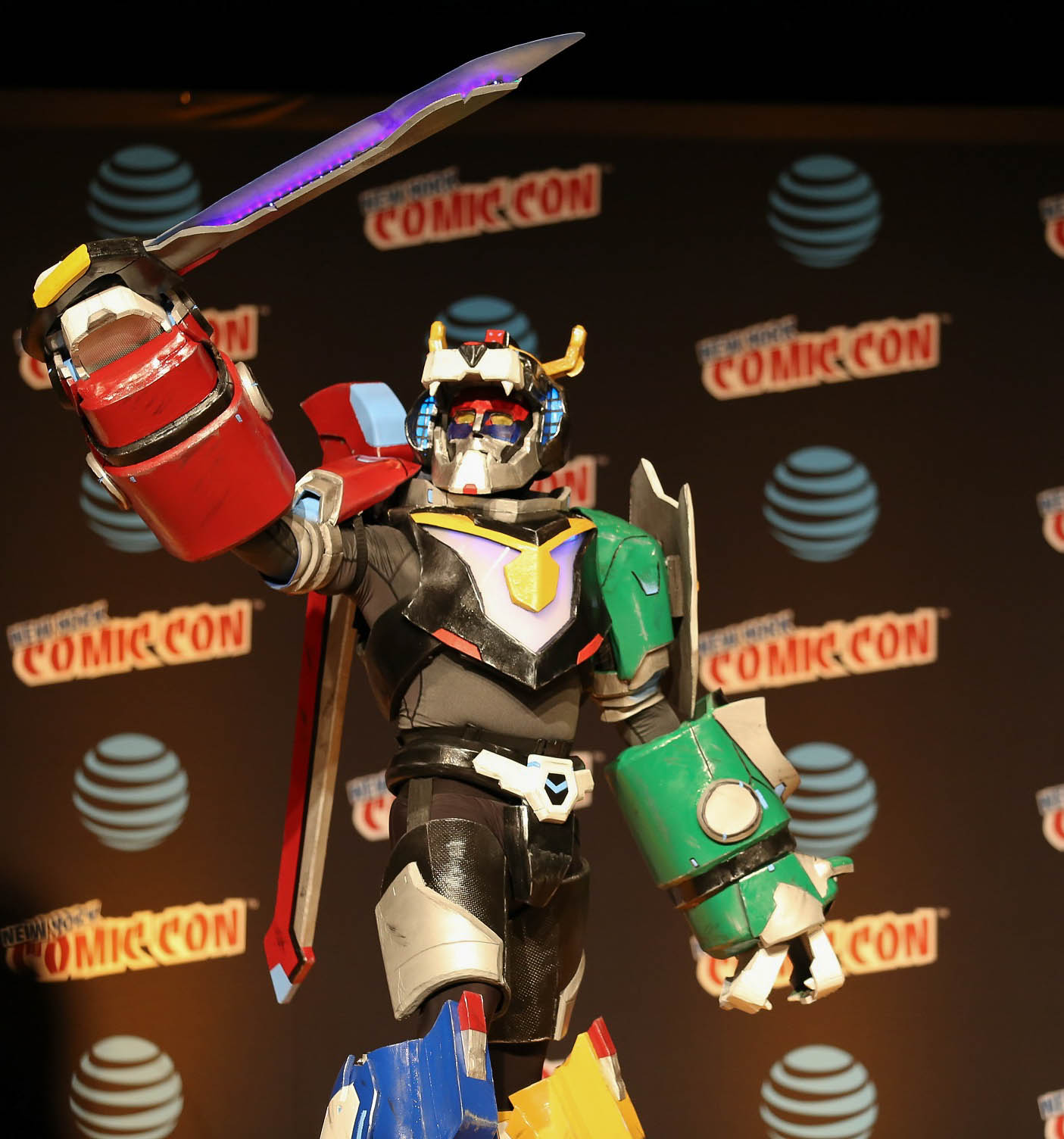

《볼트론: 우주의 수호자》(Voltron: Defender of the Universe)는 미국의 애니메이션 시리즈다. 대한민국에서는 《미래용사 볼트론》이라는 제목으로 1993년 MBC에서 방영하였고, 비디오가 출시되기도 하였으며, 대교방송에서 3D판 볼트론 특공대를 방영했다. 주제가는 김국환이 불렀다. 2011년 미국판으로 리메이크되었고, 우리나라에는 챔프 TV를 통해 킹라이온 볼트론 포스라는 이름으로 방영된다.
넷플릭스 독점 시리즈로 드림웍스 애니메이션에서 제작한 《볼트론: 전설 속의 수호자》가 2016년 6월에 나왔다.